# Mörk lergeting
Mörk lergeting (Odynerus spinipes) är en stekelart som först beskrevs av Carl von Linné 1758.  Mörk lergeting ingår i släktet lergetingar, och familjen Eumenidae. Arten är reproducerande i Sverige. Utöver nominatformen finns också underarten O. s. amurensis.